# Кшишковиці (Малопольське воєводство)
Кшишковиці (пол. Krzyszkowice) — село в Польщі, у гміні Мислениці Мисленицького повіту Малопольського воєводства.
Населення — 2236 осіб (дані станом на 2011 рік).
У 1975-1998 роках село належало до Краківського воєводства.

## Демографія
Демографічна структура станом на 31 березня 2011 року:
|          | Загалом | Допрацездатний вік | Працездатний вік | Постпрацездатний вік |
| -------- | ------- | ------------------ | ---------------- | -------------------- |
| Чоловіки | 1119    | 281                | 761              | 77                   |
| Жінки    | 1117    | 286                | 653              | 178                  |
| Разом    | 2236    | 567                | 1414             | 255                  |